# Arenivaga grata
Arenivaga grata är en kackerlacksart som beskrevs av Morgan Hebard 1920. Arenivaga grata ingår i släktet Arenivaga och familjen Polyphagidae. Inga underarter finns listade i Catalogue of Life.